# Monticello, Louisiana
Monticello är en ort i East Baton Rouge Parish i delstaten Louisiana, USA.